# 자미양긴 라그바수렌
자미양긴 라그바수렌(몽골어:  Жамьянгийн Лхагвасурэн)은 몽골 인민공화국의 군인이자 정치인이다. 1939년부터 1980년까지 중앙위원회 위원, 후보위원, 몽골 인민혁명당 중앙위원회 정치국 위원을 역임했다. 1940년부터 1947년까지 쿠랄당의 부대표를 지냈으며, 1951년에는 인민대후랄의 의원이 되었다.

## 생애
자미양긴은 군인 집안에서 태어났다. 20세의 나이에 몽골 인민혁명군에 자원입대하여 제15기병사단에서 복무하였다. 1935년 몽골 인민혁명당의 당원이 되었다. 1935년부터 1937년까지 모스크바에서 군사 교육을 받았으며, 레닌 군사정치학교를 졸업했다. 졸업 후, 1938년까지 자미양긴은 몽골 사관생도들의 단장으로서 계속 복무했다. 1939년 1월 귀국한 자미양긴은 몽골 인민혁명군의 정치위원회 위원장과 부총사령관으로 임명되었다. 그는 1939년 할힌골 전투에 참전했고 소련-일본 전쟁에도 참전했다. 할힌골 전투에서 그는 몽골 기병대를 지휘하는 게오르기 주코프 원수의 부관이었다. 1944년, 자미양긴은 몽골군의 초대 장군 중 한 명이 되었다. 1945년 소련-일본 전쟁 때 자미양긴은 또한 소련-몽골 기병 기계화군단의 이사 플리예프 장군과 함께 트란스바이칼 전선에서 복무했다.
1951년 자미양긴은 모스크바에 있는 프룬제 군사학교를 졸업했다. 1955년부터 그는 인민군 총참모장이 되었고, 이 직위에서 그는 쉬흐바토르의 묘소의 보수 공사를 책임졌다.